# タクシーメーター
タクシーメーターは、タクシーやハイヤーに設置される機器の名称である。走行距離や時間に応じて収受すべき運賃や料金を自動的に計算し表示する機能を持つ。かつて日本の法律用語では、タキシーメーターと呼ばれたが、現行の計量関係法令においては「タクシーメーター」の表現で統一されている。
特段の断りの無い限り、本稿は 日本国内におけるタクシーメーターについての説明である。

## 概要
日本のタクシーにおいては、法律（道路運送法）でその設置が義務付けられている。スイッチを操作することで、自動的に運賃の計算が始まり、運賃が表示される。支払ボタンまたはスイッチ（後述）を操作するまで動作し続け、空車ボタンまたはスイッチを操作することで、運賃表示がリセットされる。また、基本機能として、営業キロ・実車キロ・初乗回数・爾後回数（じごかいすう）などもカウントされており、タクシー運転手（主に法人タクシー）が運賃を着服できないようになっている。

## 構造・機構
通常、実空車表示器（スーパーサイン）と連動しており、空車の状態でメーターの賃走スイッチを入れると、然るべく表示が自動で切り替わる。また、地域差があるが、タクシー待ちの客が外から容易に判別できるよう、社名表示灯（行灯）も自動的に消灯する （空車時以外消灯 : 一部を除く首都圏など）。 社名表示灯や日本のタクシーも参照されたい。
メーターにあらかじめタイヤ1回転あたりの走行距離が入力されており、タイヤの回転数を検出することで距離計算を行う。日本のタクシーメーターはほとんどの地域で時間距離併用式となっているため、たとえ渋滞で車がまったく進まない場合でも、タイマーによって一定の時間毎に料金が上がる。また、ハイヤーにもメーターは付いている。

### 操作スイッチ
乗客がタクシーに乗り込み、走り出す際や目的に到着したときなどに操作する。現在はほとんどのタクシーメーターがボタン式で、機種により操作確認音を発するものもある。また、夜間の操作性向上のため、ヘッドライト操作スイッチと連動して、ボタンのバックライトも点灯する機種が多い。かつてのタクシーメーターは機械式であり、レバー式の操作スイッチが主流であった。
タクシー事業者やメーターの製造者によって異なるため、主なボタン（スイッチ位置）のみ列記する。また、操作については、ボタン式のタクシーメーターを前提とした説明とする。
空車
乗客から運賃を収受し、車内が空車になったときに操作する。これが押されると、メーターがリセットされ、料金表示がゼロクリアされる。支払の状態で押さないと空車に切り替わらない機種もある。スーパーサインは「空車」を表示する。
賃走・実車
乗客が乗り込み、運送を開始するときに操作する。これが押されると、運賃のカウントが開始される。現行の機種は時計を内蔵しており、設定された割増時間帯になると、通常運賃で実車中でも自動的に割増に切り替わり、逆に割増時間帯を過ぎると、割増中でも自動的に通常運賃に戻るものが多い。時計が内蔵される前は、割増スイッチが別に設置されていた。ただし、地域や事業者によっては冬期間などの割増料金が設定されていることがあるため、時計内蔵機種であっても別途割増スイッチを装備する場合がある。また、2度押しすることで割増に切り替わる機種や、支払の状態で押すと通常運賃に戻る機種もある。スーパーサインは「賃走」、「実車」、消灯（または黒幕）のいずれかに切り替わる。なお、スーパーサインが「回送」のときにこれを押すと、サインには「予約車」あるいは「予約」が表示される。
支払
目的地に到着したときに操作する。乗客が支払う運賃を確定するボタンだが、機能的には時間距離併用運賃の計算から、距離制運賃の計算に切り替えるボタンである。そのため、何らかの事情で支払ボタンを押した後にタクシーを走行させると、ボタンを押す前の距離を引き継いで運賃が加算される。後述する「高速」ボタンのない機種では、高速道路を走行するときにこのボタンを押す。スーパーサインは「支払」を表示するか、消灯のままである。実際に運賃を支払う際、「支払」ボタンを押しただけでクレジットカードなどの決済端末や領収書（レシート）の印字プリンターに運賃の情報が送られる場合とさらに「合計」ボタンを押さないと送られない場合が機種や事業者によって異なる。
高速
高速道路や都市高速道路を走行する場合に操作する。時間距離併用運賃から距離運賃に切り替わり、渋滞や停車していても運賃が上がらない。スーパーサインの表示は、「高速」か「賃走」、消灯（または黒幕）のいずれかに切り替わる。デジタルタコグラフの機能を併せ持つ機種では高速ボタンを押すことで速度超過として警告・記録される値が高い値に切り替わる。
迎車
無線などにより配車依頼を受けた場合に押されるボタン。迎車料金を収受する事業者の場合は、迎車料金が表示されている。スーパーサインは「迎車」を表示する。
待
「迎車」のサインを掲示して現着し、客を待つ際に押すボタン。客待ちの間、料金は時間制で加算され、スーパーサインは「無線予約」、「予約車」、「予約」を表示する。客を乗せて走り出したら、直ちに「賃走」ボタンを操作する。事業者やメーターの機種、スーパーサインの機種によっては、サインの設定を「回送」にした上で、メーターを実車に入れ、客が乗車したらサインの設定を「空車」に戻す場合もある。
自家使用
個人タクシー向けの機種あるいは設定をされている個体にのみ設定がある。タクシーを運転手やその家族が自家用車として使用する場合に表示する。メーターにこのボタンを持たない場合、あるいはスーパーサインにその表示を持たない場合は板をサインの前に掲出したり、サインに袋状のカバーをかける。
客扱いをする上で操作すべきボタンは概ね以上であるが、その他、乗務員が日計（水揚げや走行距離など）を確認するためのボタンもついている。また、スーパーサインを操作するための「貸切」ボタンなどが、メーターに実装されている場合もある。

### 表示
メーカーにより差はあるが、日本のタクシーに装備されているメーターは概ね画面に以下のものを表示する。
- 必須の表示
運賃運賃が表示される。後席の乗客からもはっきり確認できるように、大きなサイズで表示される。
状態表示メーターがどのモードで作動しているか（「空車」「実車」「賃走」「割増」「迎車」「支払」など）を表示する。
- 任意の表示
その他の料金迎車料金などを賃走料金表示より、小さな文字で表示する機能があるものもある。この機能がないタクシーメーターの場合は、運賃表示に合算されていることが多い。分けて表示することで、乗客に運賃・料金の内訳を示すことができるため、運賃収受に関するトラブルが回避できる。
割増率表示一部のメーターに搭載されている。割増率を表示する。「2割増」「3割増」のように表示される。通常、料金エリアごとに割増率は均一であり、必須表示ではないが、乗客が、割増率が正しいか確認することができる。割増率を他社より安く届出し認可を受けているタクシー会社では、割増率が安いことをメーターを通じて乗客にアピールすることもできる。メーター機種によっては「割増」表示の代わりに「2割増」と表示する場合がある。
料金上がり予告表示賃走料金の左側や下側などに表示される。必須表示ではなく、目的地に到着した瞬間にメーターが上がった場合に乗客が持つ不信感を払拭するための付加表示と言える。表示方法は機種によりまちまちである。JapanTaxi製ATM-100型の場合を一例としてあげると、「実車」ボタンを押して一定の距離を走行するか時間が経過すると「運賃」の左側に積み重なったバーが表示され、運賃の加算条件が近づくにつれて上からバーが減り、運賃が加算されると、バーの表示が消え、再び距離や時間の経過でバーの表示をする。以後これを繰り返す。なお「割増」モードの場合はバーが減りきったあと直接バーがいっぱいの状態になることがある。
データ表示「走行距離」、「実車距離」、「空車距離」、「営業回数」（実車になった回数）、「その後の回数」（加算運賃を加算した回数）などを表示する。特に、「営業回数」、「その後の回数」表示は、主に法人タクシーの運転士が納金する際に、その金額がごまかされることがないようにするためにも重要な表示である。最近のメーターでは、1日の売り上げなどをワンタッチで表示する機能があるものもある。

### プリンター
主に、領収書の発行に利用する。「支払」表示時に、ボタンを押すと領収書が発行される。設定により、ボタンを押さなくても自動的に発行されるものも存在する。また、データ表示内容の印字も可能で、納金時に印字された内容を沿えて事務所に納金することが義務付けられているタクシー事業者も存在する。
プリンターを内蔵したタクシーメーターも販売されている。印字方法は、ドットインパクト式かサーマル式が主流である。

### 料金表示機
タクシーメーターとは別に設置される機械で、タクシーメーターが表示する運賃に加算・割引がある場合、その内容を計算し、タクシーメーターの料金と合計して表示する。通常は、タクシーメーターと連動してメーター料金が表示されている。具体的には、加算が、早朝割増、車種指定割増、迎車料金、利用者負担の有料道路通行料などで、割引が身体障害者割引や長距離割引などである。この機器が接続されている場合、プリンターは通常こちらに接続する。ただし、タクシーメーターが液晶画面になるなどによりメーター側で割引前後を併記するなど表示が高度化されたことで、別途この機器を接続することは減少しつつある。

### その他機器
クレジットカード、各種電子マネー（楽天Edy、Suicaなど）の決済装置を接続することができる機種もある。またタクシー配車アプリやQRコード決済の普及に伴って業務用のタブレットやスマートフォンと連携可能な機種も登場している。

### 外部出力端子
実空車表示器（スーパーサイン）の制御信号、プリンター端子のほか、ETC・無線タクシー配車システム・タコグラフなどに空車か実車かの情報を提供するための外部出力端子がついているものが多い。RS-232CやUSBによる有線接続の他、標準またはオプションでBluetooth、無線LANによるワイヤレス接続に対応した機種がある。

## 装置検査
タクシーメーターは計量法、道路運送法の規定により、1年ごとに装置検査を受けなければならない。装置検査を受ける場所は、都道府県が指定した「タクシーメーター検査所」である（都道府県の計量検定所・計量担当課の施設内にあるのが通例）。装置検査済みのメーターは鉛玉や機種によっては加えてシールで封印され、故意にこれらの封印を解くことは犯罪となる。基本的には先に代理店等のメーカー系の検査所において仮検査を受け（この時点で古い鉛玉を取り外し、新しい鉛玉を仮止めする）、その後都道府県指定の検査所に行き本検査を受ける（ここで初めて鉛玉を圧着し固定する）という流れである。
装置検査有効期限切れに対する取締りは、タクシー事業者を管轄する都道府県もしくは計量特定市が行う。

### 料金改訂時の対応
一斉に営業地区の料金が改定された場合などは、メーカーに出向いて調整した後、検査所に持ち込んで仮装置検査をする。これは、短い有効期限を条件に封印してもらうわけで、通常はその後に本装置検査を実施しなければならない。

### 誤差
装置検査では基準器による厳密な器差検査を行っているので、メーター毎の個体差などはほとんどない。しかし、二次的な要因（たとえばタクシー会社が冬場にタイヤをスタッドレスタイヤに一斉交換する、タイヤの交換、空気圧の調整など）のために誤差が発生する場合もある。ただし、あくまでも装置検査において許される公差の範囲内に収まることが前提であり、装置検査時（タイヤの径、空気圧）と異なる規格のタイヤへの意図的な交換は、計量法、道路運送法違反となる場合がある。なお、検査時に発行される書類においては、検査対象となる車両のナンバーだけでなく、タイヤサイズや空気圧、スタッドレスタイヤか否かも明記される。

## 違法行為
タクシーメーター使用にまつわる以下の行為は、故意・過失を問わず違法となる。

### メーター不使用（不倒、エントツ）
メーターを使用しないで客扱いをすること。メーターを使用しないで客扱いをすることは、通常の商売であれば商品の横流しや闇取引のようなものであるため、厳に戒められている。もしも国土交通省や地方運輸局に発覚した場合、たとえ不注意であったとしても、行政処分を受ける。
なお、業界では年配の乗務員を中心に、「メーター不倒」という言い方もある。1980年代前半頃まで使われていた機械式メーターでは、メーター本体やダッシュボード上に空車表示板（赤地に白抜きの「空車」表記）を兼ねたレバー（腕）やスイッチがあり、賃走時にこれを横倒しにする（外から見えなくする）事でメーターを作動させていた。そのため、メーターを作動させることを「メーターを倒す」と言った。すなわち「メーター不倒」とはタクシーメーターを使用しないという「ぼったくり」の意味である。
また、同様の意味で『ゲンコツ』（関東地方でよく使われる）や『エントツ』（関西地方をはじめ全国）という隠語もある。語源は、「ゲンコツ」は倒しておらず立てたままの空車表示が拳骨に見えることから、「エントツ」は“煙の素通り”から不算入の意、あるいは、表示板が立った様を煙突に見立てた、倒していない空車表示を隠すため空き缶（たばこの缶入りピースなど）を被せた様子が円柱が立っている状態（＝煙突）である、などの説がある。神戸などでは、「トンボ」と呼ばれている。

### 割増ボタン不正使用
夜間23時（地区によっては22時）から翌朝の5時までは割増料金を収受することになっているが、この時間帯以外で割増ボタンを操作することは違法である。メーター不倒と同様、当局に発覚すれば処分を受ける。
なお、逆に割増時間帯にボタンを操作しなかった場合も、やはり違法となる。

### 高速道路での『高速』ボタン不使用
『高速』は賃走と異なり、もっぱら距離のみで料金を計測するモードである。別の言い方をすると、時間制運賃加算をしないという意味であり、『支払』ボタンとほぼ同様の機能である。
タクシーが高速道路を使用している間は、『賃走』から『高速』（無い場合は『支払』、後述）へ切り替えなければならないという決まりがある。高速道路上では客に他の交通機関を選択する余地が無いため、渋滞があっても時間制運賃を加算してはならない、という趣旨である。高速道路を出たら元に戻す。またすべての有料道路ということではなく、例えば神奈川県内であれば「横浜新道」等が適用除外であり、有料道路ではない「保土ヶ谷バイパス」は適用（高速ボタンを押す）である。
なお、『高速』ボタンが装備される前は『支払』ボタンで代用していたが、『支払』は深夜割増に対応していない機能だったため、乗務員は深夜の高速走行中に『支払』と『割増』をガチャガチャと切り替えるなど危険もあり、評判が悪かった。ただし、営業区域によっては『高速』を使わず『支払』で代用し続けている区域もある。

### 偽装迎車（回送）
年末の繁忙期など、客の選別（乗車拒否）をする目的で、無線配車などされていないのに迎車ボタンを操作すること。サインに「迎車」を掲示して一般客の乗車申込みを断る一方、長距離客などと交渉するために一目散に繁華街に向かう手段とする。
また、同様の意図でサインを「回送」にする「偽装回送」もあるが、どちらの行為も違法行為として行政処分の対象となる。
その他、期限切れや鉛玉やシール等の封印を切った状態（不正改造）で作動させた場合も違法行為となる。何らかの原因で封印が破損した場合、それが故意でなくても違法となる。

## 歴史
1891年、ドイツの発明家ヴィルヘルム・ブルーン (Friedrich Wilhelm Gustav Bruhn) によって発明された。
日本でタクシーメーターを装備した車両が登場したのは1912年（大正元年）8月。東京にて「タクシー自働車株式会社」がタクシーメーターを装備したT型フォード6台で営業を開始した。その後各都市でメーター付きタクシーが登場。
一方、メーター制ではなく「市内1円均一」とするタクシーが1924年（大正13年）に大阪で、1925年（大正15年）には東京で登場。1927年（昭和2年）に東京では警視庁が市内1円均一を含む標準料金を制定、いわゆる「円タク」の時代になる。
タクシーメーター制は1934年（昭和9年）に大阪で、東京市内では1938年（昭和13年）に復活する。メーターの生産能力が追い付かず、当座は距離のみを表示して料金に換算する手法が採られた。当時のメーターは1個100円と非常に高価であり、一部は石油業者に負担させる措置が取られた。

## メーカー
日本のタクシーメーターの製造メーカは、下記4社である。
- 岡部メーター製造[13] - 下記2社の事業を継承
  - 大阪メーター製造 - 2014年9月破産。機器等は岡部メーターが継承[14]
  - 三和メーター - 2019年3月廃業。岡部メーターが修理サービスを継承。[15]
- ニシベ計器製造所[16]
- 二葉計器[17] - GO（旧・Mobility Technologies←JapanTaxi）製メーターのOEM元
- 矢崎総業 - 矢崎エナジーシステムに分社。